# Объект 430
Объект 430 — опытный советский основной и средний танк, разработанный в 1952 — 1961 годах КБ-60М.
В 1957 — 1959 годах было построено пять единиц, серийно не производился. По сути является прототипом Т-64 — первого в мире серийного танка с композитной броней.

## Историческая справка
В послевоенный период в Советскую Армию ВС Союза ССР поставлялись в основном основной и средний танк Т-54 и его модификации. В начале 1950-х годов стало очевидно, что основное вооружение, компоновка, манёвренность и броня этих основных танков не отвечает современным требованиям, на тот период времени. Из-за чего они не в состоянии эффективно бороться с основными тяжёлыми и средними танками вероятного противника. Поэтому Советской армии требовался качественно новый танк, который бы превосходил по своим боевым характеристикам советские и зарубежные основные танки.
Специально для разработки нового танка на заводе имени Малышева был создан специальный отдел проектирования КБ-60М, во главе которого стоял заместитель главного конструктора Я. И. Баран и главный конструктор А. А. Морозов. В 1953 году был закончен аванпроект нового танка, получившего обозначение Т-64. После рассмотрения в высших инстанциях он получил одобрение. 2 апреля 1954 года Постановлением СМ СССР № 598—265 были начаты официальные работы по перспективному основному и среднему танку, получившему обозначение «Объект 430». Эскизный проект был готов в 1954 году. Постановлением Совета Министров СССР № 880-224, от 6 мая 1955 года, и Приказом Министерства транспортного машиностроения от 13 мая 1955 года, были начаты работы по техническому проекту танка, а 8 июня 1955 года было выдано техническое задание. К 11 июля 1956 года был выполнен технический проект и изготовлен деревянный макет танка «Объект 430».
В 1957 году были изготовлены первые два опытных образца для заводских испытаний, получившие обозначение «Объект 430-1*З» и «Объект 430-2*З». Одновременно с заводскими испытаниями, образцы проходили сравнительные испытания с танком «Объект 140». Во время испытаний был выявлен ряд недостатков и дефектов в конструкции и особенностях обслуживания двигателя, но в целом испытания были пройдены успешно. 6 июня 1958 года по постановлению Совета Министров СССР № 609-294 Завод имени Малышева приступил к сборке трёх опытных образцов для полигонно-войсковых испытаний. Образцы получили наименования «Объект 430-1*П», «Объект 430-2*П» и «Объект 430-3*П». Изготовление образцов было закончено в декабре 1959 года. Все образцы были направлены на испытания, проходившие в два этапа. На первом этапе с 7 марта по 10 июля 1960 года образцы «Объект 430-2*П» и «Объект 430-3*П» проходили испытания на Главном научно-исследовательском артиллерийском полигоне, а с 26 января по 20 мая 1961 года образцы «Объект 430-1*П» и «Объект 430-2*П» прошли испытания в Научно-исследовательском институте бронетанковой техники.
Для второго этапа испытаний по результатам замечаний были доработаны образцы «Объект 430-2*З» и «Объект 430-3*П». Образцам были присвоены обозначения «Объект 430М-1» и «Объект 430М-2». Заключением комиссии было замечено, что все тактико-технические требования были выполнены, а танк «Объект 430» готов для развёртывания серийного производства. Но при этом существенного повышения характеристик по сравнению с Т-54 не было. В это же время были успешно пройдены испытания нижнетагильских танков «Объект 165» и «Объект 166», унифицированных с танком Т-54. Поэтому, учитывая резервы по модернизации Т-54 и незначительное повышение характеристик «Объекта 430» по сравнению с Т-54, Постановление ЦК КПСС и Совета Министров СССР № 141-58 от 17 февраля 1961 года все работы по «Объекту 430» были закрыты. Позднее обозначение Т-64 было присвоено танку «Объект 432».

## Описание конструкции
В конструкции «Объекта 430» была использована традиционная компоновочная схема. Сзади располагалось моторно-трансмиссионное отделение. Механик-водитель располагался в центре отделения управления. Благодаря специальной компоновке моторно-трансмиссионного отделения, был достигнут его наименьший объём среди послевоенных танков. В результате, бронированный объём танка получился практически вдвое меньше, чем у Т-54.

### Броневой корпус и башня
Корпус изготавливался из стальных катаных листов. Верхняя часть была изготовлена по аналогии с Т-10 из монолитных броневых листов толщиной 120-мм с углом поворота 45 градусов и под наклоном в 60 градусов. Башня была сферической формы, в которой была узкая амбразура для установки пушки. В результате чего, лобовые части корпуса и башни выдерживали 100-мм бронебойные выстрелы с дистанции в 1 км. На корме башни имелись люки для выброса стреляных гильз и для загрузки боеприпасов.

### Вооружение
В качестве основного вооружения использовалась 100-мм нарезная пушка Д-54ТС. Длина пушки была на 400 мм больше, чем у Т-55. Пушка была оснащена механизмом выбрасывания гильз. Заряжание производилось вручную. Также предлагалось установить 122-мм нарезную пушку Д-25ТС. Для противостояния воздушным целям на танке был установлен 14,5-мм пулемёт КПВТ.

### Двигатель и трансмиссия
Двигатель имел эжекционную систему охлаждения, такое решение было впервые применено на среднем танке. Блок радиаторов был изолирован от МТО. Во время движения под водой радиаторы омывались забортной водой, из-за чего исчезала вероятность перегрева двигателя. Благодаря чему, ограничения по ширине преодолеваемого водного препятствия исчезли. Переключение передач осуществлялось с помощью гидросервоуправления.

### Ходовая часть
В ходовой части применялась индивидуальная торсионная подвеска с телескопическими гидравлическими амортизаторами на первом и шестом узлах подвески. По бортам было установлено по 6 пустотелых опорных катков уменьшенного диаметра с внутренней амортизацией и по три поддерживающих катка.

### Средства наблюдения и связи
«Объект 430» оснащался радиостанцией Р-113, дневным стереоскопическим прицел-дальномером ТПД-43Б (ТПДМС) с базой 1200 мм и независимой стабилизацией поля зрения в вертикальной плоскости, ночным прицелом наводчика ТПН-1.

## Модификации

### «Объект 430 Вариант II»
Один из вариантов компоновки танка «Объект 430», представленный в 1953 году на конкурс по замене устаревающего среднего танка Т-54. Главной особенностю проекта было размещение башни и экипажа в кормовой части, а моторно-трансмиссионного отделения – спереди. Несмотря на инновационный подход, позволявший значительно повысить защиту экипажа, работы по проекту были прекращены из-за технических трудностей, связанных со стабилизацией направления взгляда механика-водителя при повороте башни а также углы горизонтальной наводки, которые составляли 180°. На танк устанавливали одно из двух орудий на выбор: 100-мм М-63 либо 100-мм Д-54У.

### «Объект 430У»
Одновременно с базовым вариантом в инициативном порядке прорабатывался эскизный проект танка с обозначением «Объект 430У». В качестве основного вооружения в танке использовалась 122-мм пушка Д-25ТС. Броня танка была значительно усилена, благодаря чему танк имел характеристики, сравнимые с тяжёлыми танками, а по некоторым параметрам танк даже превосходил производившиеся серийно тяжёлые танки ИС-3 и ИС-4, а также опытный танк Т-10. В результате работы над Объектом 430У были продемонстрированы потенциальные возможности конструкции средних танков, позволявшие достичь параметров тяжёлых танков.

## Машины на базе
- «Объект 430А» — после закрытия работ по танку «Объект 430», конструкторским бюро КБ-60М был предложен проект нового среднего танка. Танк предлагалось оснастить новой пушкой и комбинированной бронёй. Впоследствии машина получила обозначение «Объект 432»;
- «Объект 435» — модификация «Объекта 430» с установкой 115-мм орудия 2А20.

## Сохранившиеся экземпляры
На сегодняшний день единственный сохранившийся экземпляр находится в Бронетанковом музее в городе Кубинка.